# The Expanse (sèrie)
The Expanse (en català, L'expansió) és una space opera televisiva, un subgènere de la ciència-ficció. La sèrie s'emet en la cadena Syfy, i està basada en la sèrie de novel·les homònimes escrites per James S.A. Corey. Se situa en un futur on la humanitat ha colonitzat el Sistema Solar, i segueix el detectiu Miller (Thomas Jane), l'oficial naval Holden (Steven Strait) i la seva tripulació mentre revelen una conspiració que amenaça la pau a través del Sistema i la supervivència d'humanitat. 

## Repartiment i personatges

### Principals
- Thomas Jane com a Detectiu Josephus Miller, un agent de policia en Ceres[7]
- Steven Strait com James "Jim" Holden, oficial del vaixell transportador de gel Canterbury[7]
- Cas Anvar com Alex Kamal, pilot del Canterbury[8]
- Dominique Tipper com Naomi Nagata, l'enginyer del Canterbury[8]
- Wes Chatham Com a Amos Burton, un mecànic del Canterbury[8]
- Paulo Costanzo com Shed Garvey, el metge del Canterbury[8]
- Florence Faivre com Juliette "Julie" Andromeda Mao, la dona que Miller està buscant
- Shawn Doyle * com Sadavir Errinwright, sotssecretari d'Administració Executiva de l'ONU[9]
- Shohreh Aghdashloo com Chrisjen Avasarala, sotssecretària adjunta d'Administració executiva de l'ONU[7]

* ^ Doyle s'efegí al repartiment principal a partir de l'episodi "The Big Empty".

### Recurrents
- Jay Hernandez com Dmitri Havelock, soci de Miller en Star Helix Security
- Lola Glaudini com Shaddid
- Athena Karkanis com Octavia Muss, antic soci de Miller
- Brian George com Arjun Avasarala, marit de Chrisjen
- Jared Harris com Anderson Dawes, un operari de l'Aliança de Planetes Exterior en Ceres
- Greg Byrk com Lopez, un agent naval de Mart.
- Txad L. Coleman com Fred Johnson, el líder de l'Aliança de Planetes Exterior (OPA)

|             |               |                  |           |                    |              |                 |
| Thomas Jane | Steven Strait | Dominique Tipper | Cas Anvar | Shohreh Aghdashloo | Txad Coleman | Florence Faivre |

## Episodis
| Episodi                                             | Trama | Dirigit per       | Escrit per                             | Data d'emissió original |
| --------------------------------------------------- | --- | ----------------- | -------------------------------------- | ----------------------- |
| 1 "Dulcinea"                                        | La sèrie comença amb Julie Mao sola a bord d'una nau espacial en un vestit en el qual es llegeix Scopuli. Al planeta nan Ceres, al detectiu de policia Miller se li encarrega la tasca de trobar Mao i retornar-la als seus adinerats pares a la Lluna. A Nova York, l'executiva de Nacions Unides Chrisjen Avasarala interroga a un operari de l'OPA (un grup militant del Cinturó d'Asteroides). En el seu camí a Ceres, el vaixell de càrrega de gel Canterbury rep un senyal de socors des del vaixell de càrrega Scopuli, i l'oficial al càrrec Jim Holden s'embarca en una missió de rescat amb l'enginyera de naus Naomi Nagata, el mecànic Amos Burton, el pilot Alex Kamal i la mèdic Shed Garvey. Troben la nau buida i desconnectada, a excepció d'un transmissor de socors, però quan es tornen per mirar de nou la seva nau, una sigilosa nau destrueix el vaixell de transport de gel, on els esperava la resta de la tripulació, amb torpedes nuclears. | Terry McDonough   | Mark Fergus & Hawk Ostby               | 14 de diciembre de 2015 |
|                                                     | |                   |                                        |                         |
| 2 "The big empty" ("El gran buit")                  | A Ceres, Miller investiga el robatori d'aigua, que ara està sent raccionada perquè el vaixell de transport Canterbury no ha pogut arribar a la seva destinació amb la mercaderia. A l'apartament de Julie Mao, troba proves que la situen a bord del Scopuli. Mentrestant a la Terra, Avasarala envia al sospitós de l'OPA capturat a la Lluna després que el seu superior, el Sotssecretari General Sadavir Errinwright, desaprovi la "tortura de gravetat". Però el presoner se suïcida pel camí. En el cinturó d'asteroides, la llançadora del Canterbury ha quedat danyada per les restes de la destrucció del vaixell. Usant el seu últim alè, els supervivents improvisen una antena per enviar un senyal de socors, la qual rep resposta per part d'una nau de l'exèrcit marcià, la MCRN Donnager. Després que Nagata identifica que el senyal de socors enviada des del Scopuli ha estat emesa utilitzant tecnologia militar marciana, Holden difon un missatge públic sobre aquest tema a tot el Sistema Solar, per assegurar-se de no ser considerats testimonis inconvenients i en conseqüència ser exterminats. | Terry McDonough   | Mark Fergus & Hawk Ostby               | 15 de desembre de 2015  |
|                                                     | |                   |                                        |                         |
| 3 "Remember the Cant" ("Recordeu el Cant")          | El missatge de Holden dispara les protestes a Ceres, l'OPA culpa Mart de la destrucció del Canterbury. En el transcurs de violentes protestes, el company de Miller Havelock resulta ferit i un home anomenat "Nighbandit31", amb qui Mao estava en contacte, és assassinat. A la Terra, Avasarala prova la seva teoria que Mars estava darrera de l'atac filtrant informacions sobre la transferència de tecnologia marciana de invisibilitat a l'OPA. Aquesta dedueix per l'alterada reacció dels marcians que Mart no va ser responsable de l'atac - però algú més vol començar una guerra. A bord de la nau de guerra marciana Donnager, els supervivents del Canterbury són detinguts i interrogats. Nagata en particular és sospitós de ser part d'una cèl·lula dorment de l'OPA. En aquest moment, una nau sense identificar vola en direcció al Donnager. | Jedd Wooknough    | Robin Veith                            | 22 de desembre de 2015  |
|                                                     | |                   |                                        |                         |
| 4 "CQB"                                             | A Ceres, Miller identifica el mort "Nightbandit31" com un broker de dades amb una memòria d'emmagatzematge encriptada implantada. En el cinturó d'asteroides, el perseguidor de Donnager es revela: sis vaixells del mateix tipus que el que va atacar el Canterbury, comencen a llançar torpedes. Davant un inesperat desavantatge tecnològic, la nau marciana queda greument danyada, i Shed Garvey és assassinat d'un tret. Mentre el Donnager està sent abordat, la tripulació supervivent del Canterbury és evacuada sota ordres del capità marcià, escapant pels pèls a bord d'un petit corvette just abans que el Donnager s'autodestrueixi per no ser capturat. Lluny d'allí, en l'estació de Tycho, veiem com un gran vaixell de generació, el Nauvoo, està sent construït en nom de l'església mormona. El director d'estació Fred Johnson apunta els sensors del Nauvoo cap a la batalla. | Jeff Woolnough    | Naren Shankar                          | 29 de desembre de 2015  |
|                                                     | |                   |                                        |                         |
| 5 "Back to the Butcher" ("De tornada al carnisser") | Com no hi ha millors opcions, els supervivents del 'Canterbury' accepten la proposta del líder de l'OPA Fred Johnson per unir-se a ell en l'estació Tycho, i reanomenen el seu vaixell recuperat com a Rocinante. Un flashback ens mostra com Johnson va arribar a ser el "Carnisser de l'estació Anderson" deu anys enrere: com a coronel marine de l'ONU va liderar un atac a una estació ocupada per miners que protestaven, matant-los a tots malgrat els seus intents de rendició. A Ceres, Miller troba evidències que uneixen a Julie Mao amb l'OPA, els qui tracten de reclutar-li a través del seu agent local Anderson Dawes. Llavors, Miller és segrestat per uns desconeguts. | Atracar Lieberman | Dan Nowak                              | 5 de gener de 2016      |
|                                                     | |                   |                                        |                         |
| 6 "Rock Bottom" ("En el fons")                      | Miller descobreix informació reveladora en una unitat de dades amagada, un gran secret. Holden i la seva tripulació arriben a l'estació Tycho, amb Fred Johnson planejant aprofitar el seu testimoniatge per legitimar-se davant l'ONU. Holden pacta una difícil aliança, compartint tot el que sap sobre la destrucció del Canterbury i el Donnager. Johnson sembla convençut que ni la Terra ni Mart estan després dels atacs. Avarasala vol un espia en l'estació Tycho, i, de nou, utilitza accions personals per aconseguir el que busca. | Atracar Lieberman | Jason Ning                             | 12 de gener de 2016     |
|                                                     | |                   |                                        |                         |
| 7 "Windmills" Molins de vent                        | Durant una visita als pares de Holden en Montana, Avasarala descobreix la seva infància problemàtica i adquireix major comprensió de les seves decisions recents (els molins i la còpia d'un llibre de Cervantes en aquesta escena s'afegeixen a les picades d'ullet d'aquesta sèrie al Quixot). En el seu camí a Eros, la tripulació del Rocinante s'adona massa trigui que estan arrossegant caps per lligar, i això resulta molt inconvenient quan se'ls aproxima una patruya marciana. Miller abandona Ceres i segueix avanci amb la seva missió, equipat amb una nova peça per al misteriós puzle que envolta a Julie Mao. | Bill Johnson      | Daniel Abraham & Ty Franck             | 19 de gener de 2016     |
|                                                     | |                   |                                        |                         |
| 8 "Salvage" Rescat                                  | El Rocinante examina l'asteroide en les coordenades indicades per Fred Johnson abans de desplaçar-se a Eros per trobar un supervivent del Scopuli el nom del qual en clau és Lionel Polanski. De forma independent, Miller també està seguint a Polanski, identificant-la com Julie Mao. Holden i els seus són emboscats a l'hotel on Polanski s'allotja per un equip d'operacions encobertes de l'ONU (enviat per l'espia Kenzo, i autoritzat per Errinwright). Però Miller apareix i els salva. L'equip de Holden i Miller s'uneixen per anar a buscar a Julie Mao. | Bill Johnson      | Robin Veith                            | 26 de gener de 2016     |
|                                                     | |                   |                                        |                         |
| 9 "Critical mass" (Massa Critica)                   | Es descobreix com Julie Mao ha estat infectada per una agent biològic a l'Anubis i es mostra en un flashback com es produeix la seva mort a l'hotel d'Eros. Fred Johnson publica les proves que mostren que els vaixells invisibles foren construïts a la Terra. Després de marxar Miller i la tripulació del Rocinante de l'hotel, es descobreix el cos de Julie i comença a ser estudiat per Dresden, un científic que treballa per al pare de Julie que cultiva la sang infectada. Fent veure una explosió i una fuita de radiació, els mercenaris lleials al pare de Julie Mao i Dresden posen Eros en confinació i tanquen els ciutadans en refugis conta la radiació després d'haver-los infectat amb la sang de julie. Quan la tripulació del Rocinante i Miller intenten arribar a la seva nau, Miller i Holden descobreixen el propòsit real dels refugis, acceleradors de creixement de la infecció. Allà rebran una dosi mortal de radiació. | Terry McDonough   | Robin Veith, Dan Nowak i Naren Shankar | 2 de febrer de 2016     |
|                                                     | |                   |                                        |                         |
| 10 "Leviathan Awakes" (Leviatan desperta)           | La tripulació del Rocinante, Miller i Holden, que pateixen els efectes de la radiació, es dirigeixen al vaixell separadament. Pensen que qui estigui darrera de les naus invisibles està convertint la població en aliment de la infecció de la «protomolècula». Miller comença a veure al·lucinacions de Julie Mao. Amos mata l'amic de Miller perquè reté Nagata a punta de pistola quan ella refusa fer despegar el Rocinante sense espera Holden. Finalment aconsegueixen arribar a la nau i tractar-se contra la radiació mentre els conspiradors activen remotament un instrument que accelera els cristalls de protomolècula del cos de Julie. Unes anàlisis del líquid extret del cos de Julie mostren una ADN de triple hèlix amb una tercera cadena addicional desconeguda. A la Terra, Avasarala presenta les proves a Errinwright que la Terra va construir les naus invisibles però per a una companyia privada. Errinwright acaba la seva investigació mentre lloa el seu trevall i li assegura que la seva investigació ha demostrat que la OPA és la misteriosa companyia. Es descobreix que les Nacions Unides estan involucrades amb la conspiració de Jules-Pierre Mao. Avasarala decideix lluitar contra la corrupció al seu govern i oculta la veritat. A Eros, Kenzo, que no ha pogut escapar, es troba atrapat dins d'una forma avançada de la protomolècula. Puntes lluminosos en forma de cuques de llum l'estudien i mimetitzen la seva forma abans de capturar-lo amb una tentacla i absorbirlo en massa en creixement. . | Terry McDonough   | Mark Fergus & Hawk Ostby               | 2 de febrer de 2016     |

## Producció

### Devesenvolupament
The Expanse es basa en la sèrie de novel·les homònima de James S. A. Corey, un pseudònim dels autors Daniel Abraham i Ty Franck que també exerceixen com a escriptors i productors de la sèrie televisiva. La primera novel·la, Leviathan Wakes (2011), fou nominada als premis Hugo i Locus de novel·la de ciència-ficció. L'onze d'abril del 2014, la cadena de televisió Syfy anuncià una adaptació a la televisió de la novel·la i es preparà la producció de deu episodis d'una hora de durada per la primera temporada de la sèrie. En aquella data, el president de la cadena Syfy Dave Howe commentà: "The Expanse és una novel·la èpica i promet ser una de les sèries més ambicioses de Syfy fins avui".
Mark Fergus i Hawk Ostby foren els encarregat d'escriure el capítol pilot que fou dirigit per Terry McDonough, i també treballaren contjuntament amb Naren Shankar com a Show runners. Està produïda per Alcon Television i The Sean Daniel Company, el rodatge començà el 29 d'octubre de principal 2014, a Toronto. L'episodi pilot fou emès a la convenció San Diego Comic-Con al juliol del 2015.
Al maig del 2015, abans que s'emetés la primera temporada de la sèries, es va començar a escriure la segona temporada, que fou encarregada al desembre del 2015.
La segona temporada 
de The Expanse està prevista que s'emeti el 8 de febrer de 2017.